# Sophie Ellis-Bextor
Sophie Ellis-Bextor (ur. 10 kwietnia 1979 w Londynie) – brytyjska piosenkarka, tworząca muzykę łączącą brzmienia pop, dance, disco i elektronicznych dźwięków z lat 80. Do jej największych przebojów należą solowe piosenki: „Murder on the Dancefloor”, „Get Over You” i „Mixed Up World”, a także utwory nagrane z innymi wykonawcami: „Groovejet (If This Ain’t Love)” (ze Spillerem), „Heartbreak (Make Me a Dancer)” (z zespołem Freemasons) i „Can’t Fight This Feeling” (z Juniorem Calderą).

## Życiorys
Urodziła się w dzielnicy Hounslow w zachodnim Londynie. Jest córką Janet Ellis, aktorki i prezenterki programu Blue Peter (w którym Sophie wystąpiła w wieku sześciu lat) oraz Robina Bextora, nagradzanego reżysera filmowego. Kiedy miała cztery lata, jej rodzice się rozwiedli. Ma trzy siostry i dwóch braci.
W 1996 została wokalistką zespołu theaudience, z którym wylansowała przeboje: „I Know Enough (I Don’t Get Enough)” i „A Pessimist Is Never Disappointed”, które w 1998 trafiły na brytyjską listę przebojów. Zaśpiewała w piosence „Black Holes for the Young” zespołu Manic Street Preachers. Czytelnicy magazynu Melody Maker uznali ją w tamtym czasie za „najseksowniejszą piosenkarkę rocka”. Zespół wydał tylko jedną płytę, zatytułowaną po prostu theaudience, i rozpadł się w 1999.
W 2000 rozpoczęła współpracę z włoskim DJ-em Spillerem, nagrywając partie wokalne do jego piosenki „Groovejet (If This Ain’t Love)”, która dotarła na szczyt brytyjskiego zestawienia UK Singles Chart i do wysokich miejsc na wielu europejskich listach. W 2001 wydała swój pierwszy solowy singiel, cover piosenki Cher „Take Me Home”, z którym była wysoko notowana w Wielkiej Brytanii i Irlandii. W sierpniu tego samego roku wydała, nakładem wytwórni Polydor, swój debiutancki album pt. Read My Lips. Pod koniec roku wydała singiel „Murder on the Dancefloor”, który w 2002 uplasował się na wysokich miejscach list przebojów, m.in. w top 5 w Wielkiej Brytanii, Irlandii, Norwegii, Danii i Australii. Na fali popularności piosenki album Read My Lips dotarł do drugiego miejsca brytyjskiej listy sprzedaży i zyskał status platynowej płyty. Kolejne dwa single, „Get Over You” i „Music Gets the Best of Me”, również cieszyły się powodzeniem na listach przebojów w Europie i Australii. Od 2002 przez kolejne trzy lata była nominowana do Brit Award dla najlepszej brytyjskiej artystki solowej.

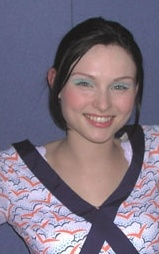
Ellis-Bextor (2005)

W październiku 2003 wydała album pt. Shoot from the Hip, który nie powtórzył sukcesu komercyjnego debiutu. Płytę promowała singlami: „Mixed Up World” i „I Won’t Change You”, które uplasowały się w top 10 listy przebojów w Wielkiej Brytanii, lecz osiągnęły średni sukces w innych krajach. Niedługo później, po urodzeniu pierwszego dziecka, Sophie zrobiła przerwę w karierze. W 2005 pojawiła się tylko gościnnie pod pseudonimem Mademoiselle E.B. w utworze „Circles (Just My Good Time)” australijskiego duetu Busface. W maju 2007 wydała album pt. Trip the Light Fantastic dzięki wytwórni Fascination Records. Płyta oraz pierwszy singiel, „Catch You”, dotarły do pierwszej dziesiątki listy sprzedaży tylko w Wielkiej Brytanii, a w innych krajach zdobyły już tylko niewielkie zanteresowanie. Kolejne single, „Me and My Imagination” i „Today the Sun’s on Us”, przeszły bez echa. Planowana trasa koncertowa promująca album została kilkakrotnie przełożona, a ostatecznie odwołana.

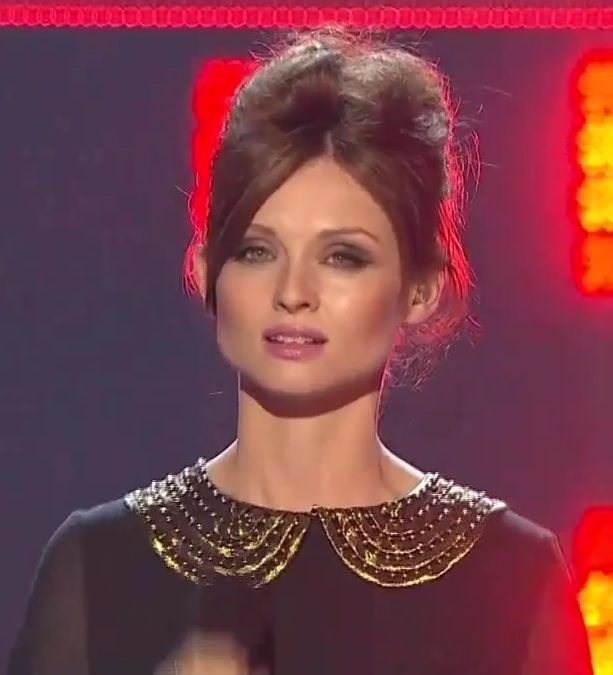
Ellis-Bextor podczas koncertu w Polsce (2011)

W 2009 wydała singiel „Heartbreak (Make Me a Dancer)” z grupą Freemasons, który osiągnął względny sukces w kilku krajach, m.in. 13. miejsce w Wielkiej Brytanii. W 2010 ukazały się dwa duety: „Can’t Fight This Feeling” z Juniorem Calderą, który był przebojem we Francji, oraz trance’owe nagranie „Not Giving Up on Love” z Arminem van Buurenem, które osiągnęło popularność w klubach. W tym samym roku artystka wydała singel „Bittersweet”, który dotarł do 25. miejsca na rynku brytyjskim. Wiosną 2011 wydała, nakładem własnej wytwórni EBGB’s we współpracy z koncernem Universal, album pt. Make a Scene. Materiał na płycie był utrzymany w stylistyce dance. Album nie spotkał się jednak z sukcesem, docierając tylko do 33. miejsca w Wielkiej Brytanii, choć cieszył się zainteresowaniem w Rosji. W tym samym roku pojawiła się gościnnie na singlu „Fuck with You” Boba Sinclara, który był hitem w kilku europejskich krajach.

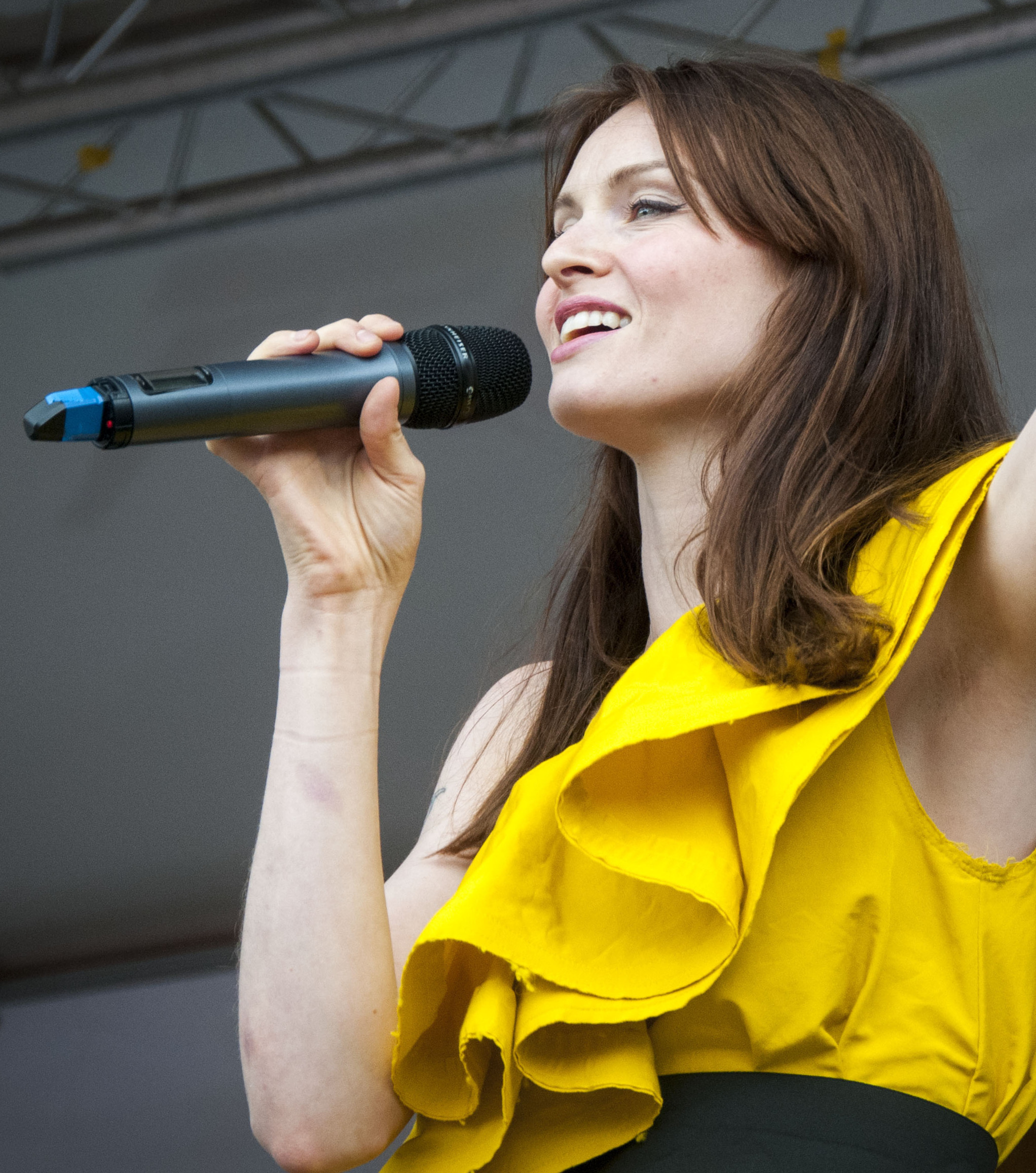
Sophie Ellis-Bextor podczas Leeds Pride (2013)

W listopadzie 2012 wystąpiła na gali charytatywnej w Londynie z premierową balladą „Young Blood”, z którą dotarła na brytyjską listę przebojów. Jesienią 2013 w parze z Brendanem Cole’em zajęła czwarte miejsce w 11. edycji programu rozrywkowego Strictly Come Dancing. W styczniu 2014 wydała niezależnie album pt. Wanderlust, z którym dotarła do czwartego miejsca na UK Albums Chart. Była ona odejściem od tanecznego repertuaru w kierunku indie popu z wpływami kultury Europy Wschodniej. Ellis-Bextor promowała album koncertami głównie na terenie Wielkiej Brytanii, ale także m.in. w Rosji. Jej kolejny album, Familia, został zainspirowany podróżą do Ameryki Łacińskiej, szczególnie Meksyku. Ukazał się we wrześniu 2016 nakładem jej własnej wytwórni EBGB’s, poprzedzony singlem „Come with Us”, i trafił na 12. miejsce brytyjskiej listy albumów. Trasa koncertowa ponownie skupiła się na Wyspach Brytyjskich, jednak objęła też Europę Wschodnią.
W marcu wydała album The Song Diaries, na którym umieściła swoje przeboje w nowych aranżacjach, nagranych przy akompaniamencie orkiestry. Z płytą dotarła do 14. miejsca na UK Albums Chart. W 2020, w trakcie pandemii COVID-19, organizowała koncerty o nazwie Kitchen Disco, które transmitowała na Instagramie prosto z kuchni swojego londyńskiego domu. Latem rozpoczęła też nadawanie podcastu pt. Spinning Plates, w którym z zapraszanymi gośćmi omawiała sprawy związane z pracą i macierzyństwem. W listopadzie wydała składankę pt. Songs from the Kitchen Disco z największymi przebojami oraz coverami, które wykonywała podczas domowych koncertów. Z albumem dotarła do top 10 listy UK Albums Chart i osiągnęła umiarkowany sukces w Irlandii oraz Australii. Pod koniec roku wzięła udział w brytyjskiej wersji programu The Masked Singer. Wydała dwie książki: autobiografię Spinning Plates i kucharską Love. Food. Family. W marcu 2022 wyruszyła w trasę koncertową po Wielkiej Brytanii o nazwie Kitchen Disco Tour. Nagranie z ostatniego występu w London Palladium zostało wydane później na koncertowym albumie Kitchen Disco – Live at the London Palladium. W tym samym roku wydała taneczny singiel „Hypnotized”.
W czerwcu 2023 wydała album studyjny pt. Hana, który stworzyła zainspirowana rodzinną podróżą do Japonii w 2020. Płytę wydała przy współpracy z niezależną wytwórnią Cooking Vinyl. Z albumem dotarła do ósmego miejsca na UK Albums Chart. Na początku 2024 jej piosenka „Murder on the Dancefloor” cieszyła się wznowioną popularnością dzięki użyciu w filmie Saltburn.

## Życie prywatne
Jej mężem jest Richard Jones, gitarzysta zespołu The Feeling, którego poznała w 2003 i poślubiła we Włoszech w czerwcu 2005. Mają pięciu synów: Sonny’ego (ur. 2004), Kita Valentine’a (ur. 2009), Raya Holidaya (ur. 2012), Jessego (ur. 2015) i Mickeya (ur. 2019).
W 2002 zaangażowała się w akcję propagującą prawa zwierząt organizacji PETA mającą na celu spowodowanie zaprzestania produkcji futer.

## Dyskografia
- Read My Lips (2001)
- Shoot from the Hip (2003)
- Trip the Light Fantastic (2007)
- Make a Scene (2011)
- Wanderlust (2014)
- Familia (2016)
- The Song Diaries (2019)
- Songs from the Kitchen Disco (2020)
- Hana (2023)

## Książki
- Spinning Plates: Music, Men, Motherhood and Me (2021)
- Love. Food. Family: Recipes from the Kitchen Disco (2022)